# Antônio Emídio Vilar
Antônio Emídio Vilar (São Sebastião do Paraíso, 14 novembre 1957) è un arcivescovo cattolico brasiliano, dal 22 maggio 2025 arcivescovo metropolita di São José do Rio Preto.

## Biografia
È nato il 14 novembre 1957 a São Sebastião do Paraíso. 

### Formazione e ministero sacerdotale
Dopo aver frequentato il seminario, dove ha compiuto gli studi filosofico-teologici, ha emesso la professione perpetua nella Società salesiana di San Giovanni Bosco il 31 gennaio 1976; dal 1981 al 1986 ha studiato per conseguire il baccalaureato e il master in teologia presso la Università Pontificia Salesiana a Roma; è stato ordinato presbitero il 9 agosto 1986.

### Ministero episcopale

Stemma da vescovo

Il 23 luglio 2008 papa Benedetto XIV lo ha nominato vescovo di São Luiz de Cáceres. Ha ricevuto la consacrazione episcopale il 27 settembre successivo dal cardinale Odilo Pedro Scherer, arcivescovo metropolita di San Paolo, co-consacranti i vescovi Hilário Moser, vescovo emerito di Tubarão, e José Vieira de Lima, vescovo emerito di São Luiz de Cáceres.
Il 28 settembre 2016 papa Francesco lo ha nominato vescovo di São João da Boa Vista, mentre il 19 gennaio 2022 lo stesso pontefice lo ha nominato vescovo di São José do Rio Preto. Ha preso possesso della diocesi il 19 marzo successivo.
In seno alla Conferenza Episcopale Brasiliana è stato vicepresidente del Regionale Oeste 2.
Il 22 maggio 2025 papa Leone XIV ha elevato la diocesi di São José do Rio Preto al rango di arcidiocesi metropolitana, nominandolo primo arcivescovo metropolita della stessa.

## Genealogia episcopale
- Cardinale Scipione Rebiba
- Cardinale Giulio Antonio Santori
- Cardinale Girolamo Bernerio, O.P.
- Arcivescovo Galeazzo Sanvitale
- Cardinale Ludovico Ludovisi
- Cardinale Luigi Caetani
- Cardinale Ulderico Carpegna
- Cardinale Paluzzo Paluzzi Altieri degli Albertoni
- Papa Benedetto XIII
- Papa Benedetto XIV
- Papa Clemente XIII
- Cardinale Marcantonio Colonna
- Cardinale Giacinto Sigismondo Gerdil, B.
- Cardinale Giulio Maria della Somaglia
- Cardinale Carlo Odescalchi, S.I.
- Vescovo Eugène de Mazenod, O.M.I.
- Cardinale Joseph Hippolyte Guibert, O.M.I.
- Cardinale François-Marie-Benjamin Richard de la Vergne
- Cardinale Pietro Gasparri
- Cardinale Carlo Chiarlo
- Cardinale Alfredo Vicente Scherer
- Cardinale Aloísio Leo Arlindo Lorscheider, O.F.M.
- Cardinale Cláudio Hummes, O.F.M.
- Cardinale Odilo Pedro Scherer
- Arcivescovo Antônio Emídio Vilar, S.D.B.